# Skaldowie
A Skaldowie lengyel rockzenekar, amely Krakkóban alakult, 1965-ben. Németországban mint Die Skalden, orosz nyelvterületen Скальды néven voltak ismertek.

## Tagok
- Jacek Zieliński (ének, trombita, hegedű)
- Andrzej Zieliński (ének, billentyűsök, 1965-81, 1993-jelenleg)
- Feliks Naglicki (basszus, gitár, 1965-67)
- Jerzy Fasiński (dob, 1965-67)
- Janusz Kaczmarski (gitár, 1965-67)
- Zygmunt Kaczmarski (gitár, ének, 1965-67)
- Jerzy Tarsiński (gitár, 1967-jelenleg)
- Jan Budziaszek (dob, 1967-79, 1987-jelenleg)
- Marek Jamrozy (gitár, 1967-69)
- Tadeusz Gogosz (basszus, 1967)
- Marian Pawlik (basszus, 1967)
- Konrad Ratyński (basszus, ének, 1968-jelenleg)
- Krzysztof Paliwoda (gitár, 1969)
- Stanisław Wenglorz (ének, 1977)
- Wiktor Kierzkowski (dob, 1979-81, 1987)
- Andrzej Mossakowski (ének, 1979-81)
- Grzegorz Górkiewicz (billentyűsök, 1989-present)

## Lemezeik

### Albumok
- Skaldowie (1967)
- Wszystko mi mówi, że mnie ktoś pokochał (1968)
- Cała jesteś w skowronkach (1969)
- Od wschodu do zachodu słońca (1970)
- Ty (1970)
- Skaldowie Kraków: Die Skalden (német nyelvű, 1971)
- Wszystkim zakochanym (1972)
- Krywań, Krywań (1972)
- Szanujmy wspomnienia (1977)
- Stworzenia świata część druga (1977)
- Rezerwat miłości (1979)
- Droga ludzi (1980)
- Nie domykajmy drzwi (1989)
- Moje Betlejem (1998)
- Harmonia świata (2006)
- Skaldowie dzieciom (2007)
- Oddychać i kochać (2009)
- Z biegiem lat (2010)

### Kislemezek
- Jutro odnajdę Ciebie / Moja czarownica (1966)
- Zabrońcie kwitnąć kwiatom / Nocne tramwaje (1967)
- Gdyby nie śpiewał nikt / Dopóki jesteś (1979)

### EP-k
- Jutro odnajdę Ciebie / Moja czarownica / Wieczorna opowieść / Jarmark (1966)
- Piosenki z filmu "Mocne uderzenie" (1966)
- Powołanie do wojska / Ballada przekorna / Zielone oczy Anny / Las ułożył tę piosenkę (1967)
- Piosenka o Zielińskiej / Czarodzieje / Okrutna ochota / Pod górkę (1969)
- Hymn kolejarzy wąskotorowych / Dwa, jeden, zero, start / Tańcząca zieleń (1970)

## Külső hivatkozások
- http://rateyourmusic.com/artist/skaldowie